# Pacifische Alliantie
De Pacifische Alliantie (in Spaans: Alianza del Pacifico) werd op 28 april 2011 opgericht door Chili, Colombia, Mexico en Peru met als doel een handelsblok te vormen.

## Doelstellingen
De alliantie heeft de volgende ambities:
- economische integratie met als doel de vrije beweging van goederen, diensten, kapitaal en personen;
- bevorderen van de economische groei van en concurrentie tussen de lidstaten om zo de socio-economische ongelijkheden te verminderen en
- bevorderen van de economische groei en handel tussen de alliantie en de rest van de wereld en met name, maar niet uitsluitend, landen grenzend aan de Grote Oceaan.

De voorzittersrol wordt bij toerbeurt vervuld, ieder land mag dan gedurende een jaar de alliantie leiden.
De alliantie streeft naar handelsakkoorden en sterkere netwerken tussen de lidstaten en als blok met de rest van de wereld. Dit moet leiden tot een stijging van de investeringen, internationale handel en economische integratie. 
Vanaf 1 mei 2016 is 92% van de handel tussen de vier leden vrij van heffingen. Voor de resterende 8% zijn ook al afspraken gemaakt en hier zullen de handelstarieven geleidelijk worden afgebouwd.
De deelnemers van de alliantie hebben reeds visum-vrij reizen mogelijk gemaakt.

## Waarnemende landen
In 2015 waren er 30 landen waarnemers van de Pacifische Alliantie, waaronder Nederland en België. 
Om de vrijhandel te stimuleren, kunnen waarnemersstaten die vrijhandelsakkoorden hebben getekend met minstens twee van de lidstaten van de Pacifische Alliantie, een verzoek indienen voor lidmaatschap. De potentiële lidstaat moet dan binnen een jaar aan de voorwaarden van lidmaatschap voldoen, zoals het onderschrijven van de hoofddoelstellingen van de alliantie. Ieder land kan lid worden en dus niet alleen landen in Latijns Amerika of grenzend aan de Grote Oceaan.
Costa Rica en Panama hebben een grote kans om binnen afzienbare termijn lidstaten van de Pacifische Alliantie te worden.

## De alliantie in cijfers
Samen vertegenwoordigen de vier leden zo’n 35% van het bruto nationaal product van Latijns Amerika en hebben ze een aandeel van 50% van de totale internationale handel van de regio met de rest van de wereld.
In de onderstaande tabel zijn de belangrijke kenmerken van de leden opgenomen. Vooral Mexico is een grote partij ten opzichte van de andere leden. Alle cijfers hebben betrekking op het jaar 2015.
| Staat    | Oppervlakte (x 1000 km²) | Inwoners (x 1000) | BNP ($ miljard) | BNP (in $ per hoofd) | BNP (in PPP$ per hoofd) |
| -------- | ------------------------ | ----------------- | --------------- | -------------------- | ----------------------- |
| Chili    | 756                      | 18.006            | 240             | 13.331               | 25.564                  |
| Colombia | 2070                     | 48.209            | 274             | 5.687                | 13.794                  |
| Mexico   | 1964                     | 121.087           | 1161            | 9.592                | 18.335                  |
| Peru     | 1285                     | 31.911            | 180             | 5.638                | 12.077                  |

## Relatie met Mercosur
In Latijns Amerika is een tweede handelsblok al langer actief, de Mercosur. Al vanaf de oprichting van de Pacifische Alliantie laten twee leden van de Mercosur, Venezuela en Argentinië, zich kritisch uit over de alliantie. Zij beschuldigen de alliantie van sterke banden met de Verenigde Staten waardoor de economische zelfstandigheid en potentie van de regio worden bedreigd. Met het vertrek van de Argentijnse president Kirchner lijkt een verbetering van de relatie tussen beide handelsblokken mogelijk.
- Library of Congress Control Number: n2014057394
- Virtual International Authority File: 309603606